# Drosera regia
Drosera regia és una espècie de planta carnívora del gènere Drosera, que és endèmica d'una única vall de Sud-àfrica. El nom de dròsera prové de la paraula grega droseros, que significa 'coberta de rosada'. L'epítet específic regia és una paraula llatina que significa 'reial', una referència a l'«aparença majestuosa» de la planta. Les fulles poden arribar a mesurar 70 centímetres de llarg. Posseeix nombroses característiques primitives que no s'observen en altres espècies de dròseres, com són rizomes llenyosos, pol·len operculat i la manca d'una vernació, una prefoliació circinada (enrotllada en forma de crossa) en el creixement de l'escap. Tots aquests factors, combinats amb la informació molecular que aporta l'anàlisi filogenètica, confirma que D. regia presenta algunes de les característiques més primitives del gènere. Algunes d'aquestes són compartides per una parent seva, la venus atrapamosques (Dionaea muscipula), fet que suggereix que han evolucionat conjuntament.
Les fulles recobertes de tentacles fan possible la captura de preses grans, com ara escarabats, arnes i papallones. Els tentacles de totes les espècies de dròseres són glàndules especialitzades muntades sobre pèls, que es troben en la superfície superior de la fulla i que produeixen un mucílag enganxós. Es considera que les fulles són trampes caçamosques actives que responen enrotllant-se i capturant la presa que queda envoltada pel tentacle. En el seu hàbitat natiu, el fynbos, les plantes competeixen per l'espai amb les herbes pròpies dels aiguamolls i els arbustos perennifolis baixos. De les dues poblacions identificades de D. regia, la que viu a una major altitud es troba superada pel creixement dels competidors i es troba propera a l'extinció local. La població que viu a menys altura s'estima que allotja unes 50 plantes madures, fet que la converteix en una espècie molt amenaçada, ja que la seva supervivència en estat silvestre es troba en gran perill. Sovint és conreada pels entusiastes de les plantes carnívores i hi ha registrat un únic cultivar.

## Descripció

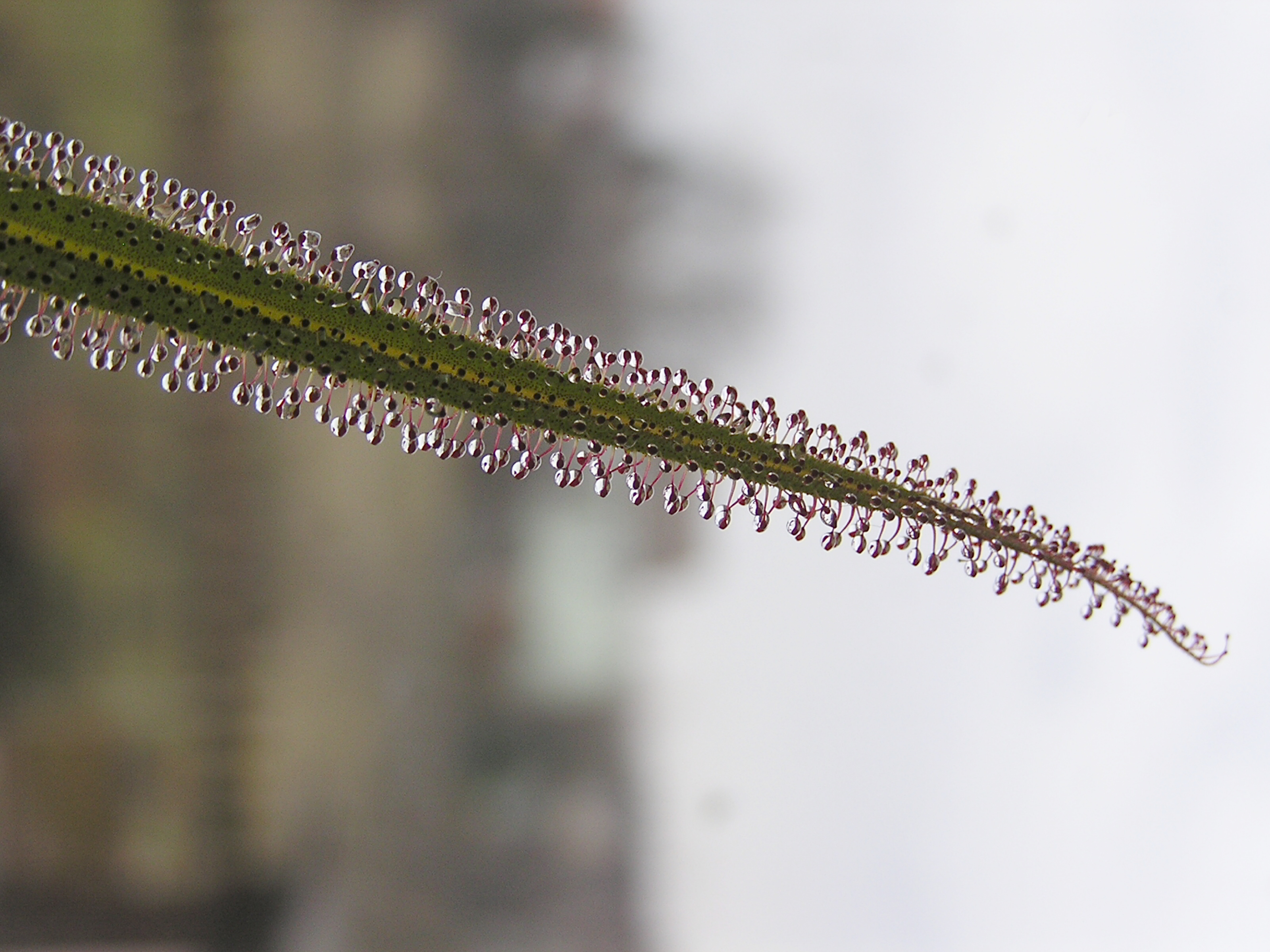
Detall d'una fulla de D. regia

Drosera regia és una planta herbàcia relativament gran que produeix uns rizomes horitzontals llenyosos i té una corona de fulles grans, lineals, de fins a 70 centímetres de llarg i 2 centímetres d'ample. A la superfície superior de les fulles hi ha glàndules a l'extrem dels pèls (tentacles); n'hi ha en gairebé tota l'extensió d'aquesta. Les fulles no tenen pecíols, ni estípules, sinó que emergeixen mitjançant una vernació circinada i es fan estretes en una disposició filiforme. Els tentacles i la mateixa fulla són capaces de respondre davant la presència d'una presa tot enrotllant-se; així atrapen els insectes que han quedat enganxats al mucílag que produeixen les glàndules que és molt adhesiu. Les fulles tenen la capacitat d'enrotllar-se sobre si mateixes més d'un cop. Cada fulla té milers de tentacles, que combinats amb l'habilitat de la fulla de replegar-se, fan possible que la planta capturi preses relativament grans. En el seu hàbitat natiu atrapa grans escarabats, arnes i papallones.
Durant la temporada freda les plantes entren en un període de dormició tot generant un brot letàrgic, que consisteix en un conjunt atapeït de fulles curtes i immadures. Les plantes comencen a sortir de l'estat dorment cap a mitjans de juliol. Una temporada típica de creixement s'estén des d'octubre a abril, tot i que pot variar i alguns exemplars poden seguir creixent tot l'any sense passar per cap període de dormició. Quan les fulles moren, romanen adossades a la tija, que és curta, i amb les fulles ennegrides dels anys anteriors protegeixen la part inferior de la planta.

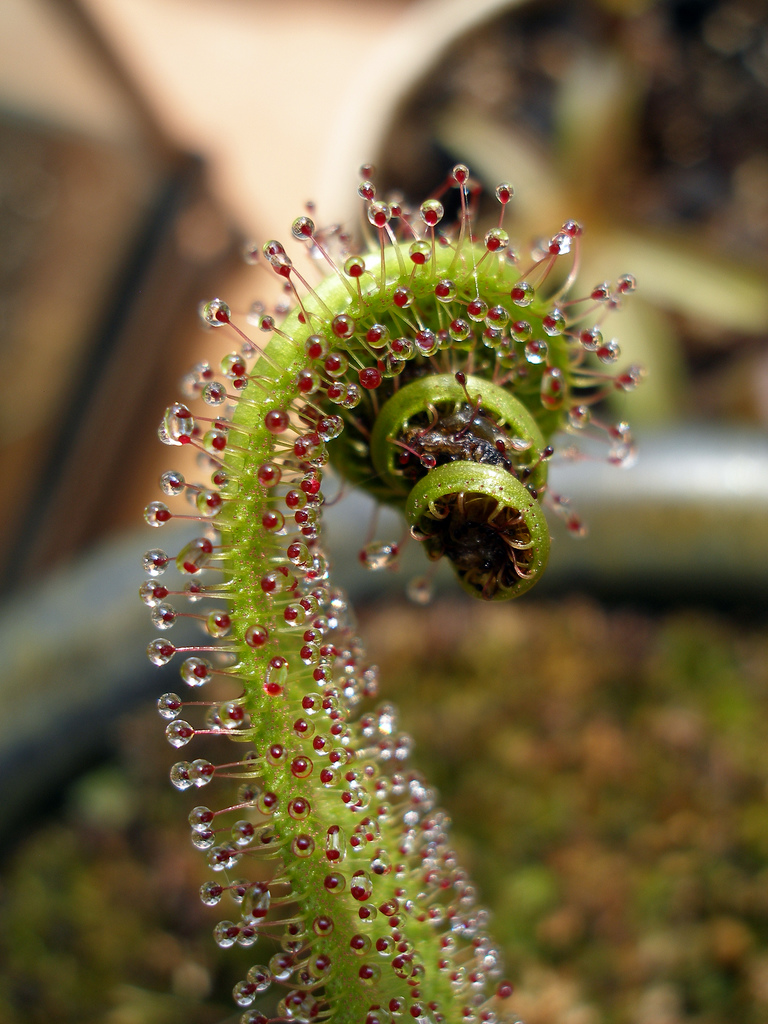
Fulla envoltant una presa capturada

Una de les característiques inusuals que només comparteix amb D. arcturi és la producció de rizomes llenyosos. L'absència d'aquest tipus de rizomes en les altres dròseres sovint es presenta com una prova de l'antiguitat del llinatge de D. regia i D. arcturi. D. regia també té unes poques arrels carnoses i gruixudes que tenen uns pèls radicals en uns 15 centímetres de l'extrem de l'arrel. La reproducció asexual de les plantes ja madures habitualment es produeix després de la floració, quan apareixen noves plantes que s'han desenvolupat a partir del rizoma i les arrels. Després d'un incendi, és fàcil que brotin noves plantes a partir de les arrels que no han quedat danyades.

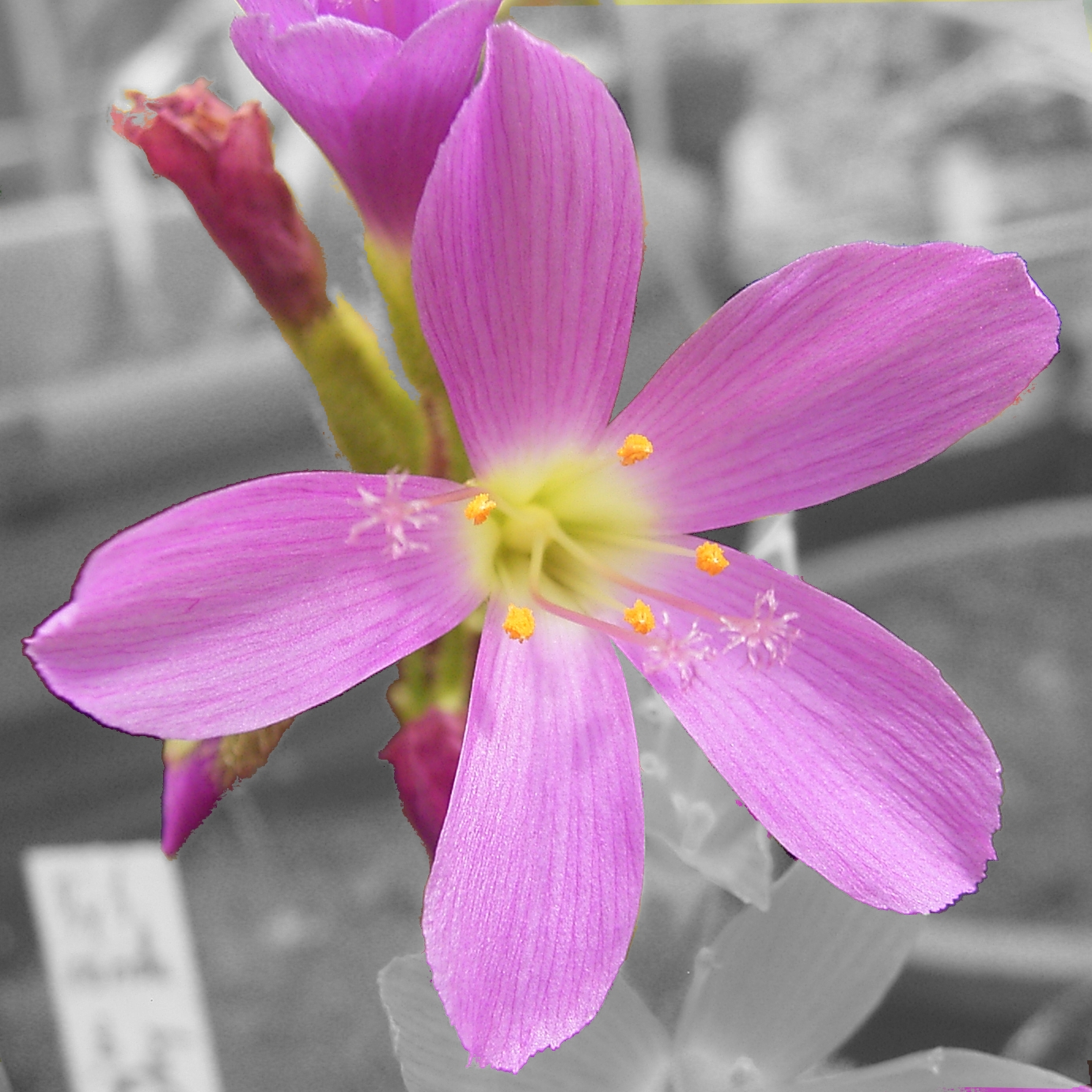
Flor de D. regia

La planta, en el seu lloc d'origen, floreix pel gener i febrer. Produeix uns escaps que arriben a mesurar 40 centímetres de llarg. Els escaps emergeixen en forma vertical, sense la vernació circinada de les seves fulles i tots els altres escaps habituals de les dròseres, amb l'excepció de D. arcturi. Els escaps consisteixen en dues branques primàries i porten entre 5 a 20 flors rosades (de vegades fins a 30 flors). Aquestes flors no tenen aroma i els pètals d'entre 2 i 3 centímetres de longitud. Les bràctees són petites, amb alguns petits tentacles. Cada flor té tres pistils que emergeixen des de la part superior de l'ovari i que s'estén més enllà de cinc estams erectes de 15 mil·límetres de longitud, que envolten l'ovari. Aquest esquema minimitza la probabilitat d'autofertilització. Els estudis han demostrat que el pol·len operculat és alliberat en tètrades (grups fusionats compostos per quatre grans de pol·len), característica que comparteix amb Dionea muscipula (la venus atrapamosques) i Aldrovanda vesiculosa. Aquest fet és incompatible amb la clonació, la qual cosa comporta una manca de producció de llavor si la planta és autofertilitzada. Les llavors són entre marrons i negres, lineals i ornamentades, amb una mena d'una filigrana fina, d'una longitud de 2 mil·límetres i un diàmetre de 0,5 mil·límetres. Les llavors són alliberades cap a la fi de març. Per tant, les característiques excepcionals que la distingeixen de les altres espècies de dròseres són la presència de rizomes llenyosos, pistils no dividits i pol·len operculat. Drosera regia comparteix algunes altres característiques amb la robusta varietat de D. arcturi de Tasmània, que inclou la manca d'estípules i pecíols i el creixement no circinat de l'escap.
Té un nombre de cromosomes diploide 2n = 34, la qual cosa és poc comú en les dròseres i és semblant al nombre de cromosomes diploide de la Dionea muscipula, un altre membre de les droseràcies. A partir de diversos estudis s'ha determinat un comptatge variable de cromosomes en Dionea que inclou 2n = 30, 32, i 34. De les espècies de dròseres amb comptatge de cromosoma conegut, la majoria són múltiples de x = 10. Prenent com a base una revisió àmplia dels estudis del cariotip, el botànic Fernando Rivadavia ha suggerit que el nombre de cromosomes base per al gènere podria ser 2n = 20, un nombre que posseeixen nombroses espècies de dròseres, inclosa la molt difosa arreu del món, D. rotundifolia. Algunes excepcions a aquest nombre base les presenten les dròseres d'Austràlia, Nova Zelanda i el sud-est d'Àsia, que tenen nombres de cromosomes en un rang de 2n = 6 a 64.

## Distribució i hàbitat

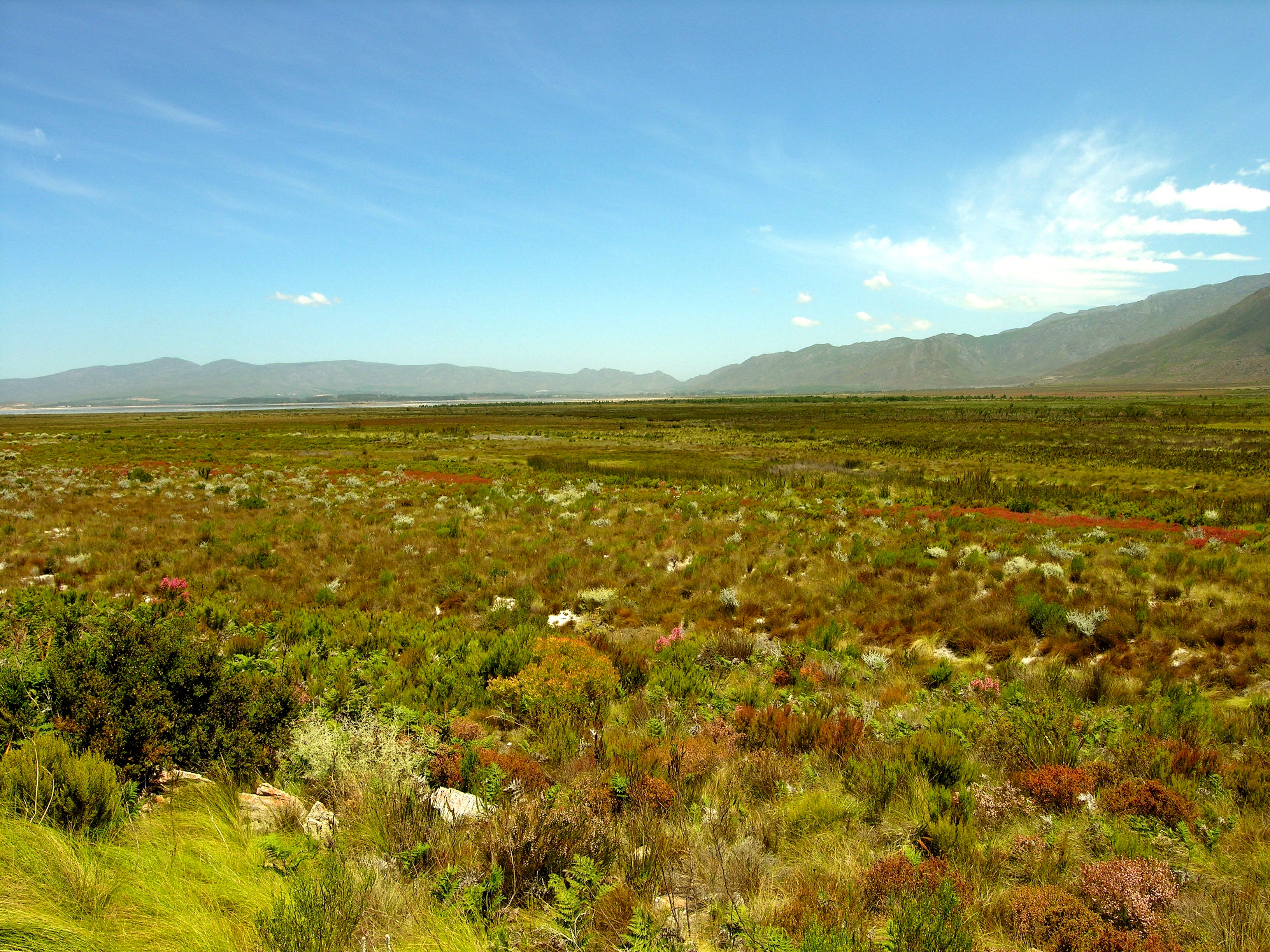
Fynbos al Cap Occidental (Sud-àfrica), el tipus d'hàbitat on viu D. regia

És endèmica de Sud-àfrica i només ha estat trobada en dos llocs, a altituds de 500 metres i 900 metres, de les muntanyes Bainskloof, prop de Wellington, a la província del Cap Occidental. Es troba restringida a una àrea de, tot just, uns pocs centenars de metres quadrats. Tot i que s'han dut a terme exploracions molt àmplies, no ha estat possible trobar més exemplars en cap hàbitat similar de les valls veïnes. En aquestes dues poblacions s'han descrit petites variacions morfològiques, com ara fulles més amples. D. regia es troba formant part d'una vegetació natural de fynbos, de pastures denses i humides. L'hàbitat del fynbos és similar al d'una vegetació baixa, arbustiva o bruguerar, dominada per arbustos baixos de tipus perenne.
El lloc de menor altitud en el qual s'han trobat exemplars es caracteritza per un tipus de sòl sempre humit, constituït principalment per una terrassa de grava formada a partir de l'antic llit d'un rierol. Les plantes creixen en una sorra torbosa de quarsita, sovint amb una capa de grava. Els rizomes de les plantes ja madures creixen entre les pastures i, quan la grava es troba absent, apareixen associades a ciperàcies. La vegetació de la zona inclou espècies de Leucadendron i exemplars de ciperàcies, iridàcies i restionàcies. La supervivència de D. regia depèn de l'existència periòdica d'incendis que escombren el terreny i eviten que altres plantes de més envergadura l'ofeguin. En aquesta vall és rar que es produeixin gelades.

### Estat de conservació
En un informe datat l'any 2009 sobre un viatge a la zona emprès el 2006, el botànic Andreas Fleischmann va indicar que la zona més alta es troba plena de plantes de la família Restionaceae i no va poder trobar cap exemplar de D. regia. A la zona més baixa, que presentava condicions similars, va poder comptar aproximadament unes 50 plantes madures, fet que situa D. regia com una de les dròseres que està més amenaçada d'extinció. Mentre que D. regia no ha estat avaluada segons els estàndards actuals de la UICN (Unió Internacional per a la Conservació de la Natura) per veure si la qualifica dins la categoria de la Llista Vermella d'espècies amenaçades, la Societat Internacional de Plantes Carnívores (International Carnivorous Plant Society o ICPS) recull D. regia en la seva llista d'espècies de plantes carnívores en perill d'extinció. D. regia va ser també classificada com a "rara" en un informe previ de la UICN amb data del 1997, però aquestes avaluacions prèvies de la UICN, sovint, estaven mal documentades i, per tant, actualment no se'ls dona crèdit. Diversos autors han constatat que D. regia és rara de trobar en estat salvatge, fins al punt d'afirmar que està amenaçada d'extinció.

## Taxonomia i història

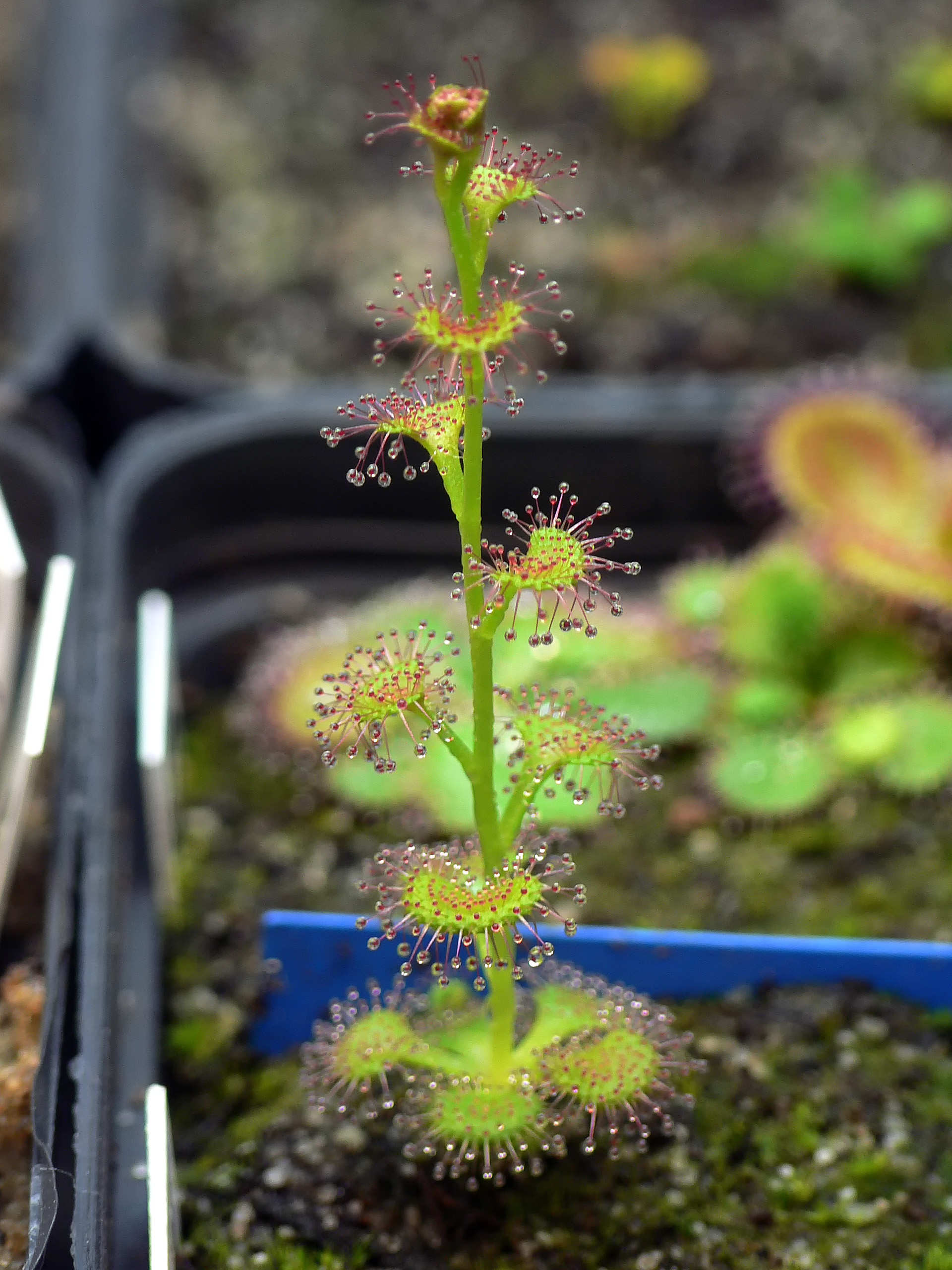
Drosera platypoda, una de les espècies que dormen part de la proposta d'un subgènere de Drosera, Ergaleium, que comprèn dròseres tuberoses.

Aquesta espècie fou descrita per la botànica sud-africana Edith Layard Stephens l'any 1926. El nom binomial Drosera regia deriva de la paraula grega droceros, que significa "coberta de rosada", i l'epítet específic regia ve del llatí que significa "real"; fou una al·lusió de Stephens que descrivia el seu "aspecte cridaner". El gènere s'anomena de manera col·lectiva, "rosada de sol" (en anglès, sundew), mentre que Drosera regia l'anomenen rei de les "rosades de sol" (king sundew). Stephens va rebre la informació d'aquesta nova espècie de J. Rennie, que va trobar diverses plantes al costat d'un rierol, a l'extrem superior de la zona de Baviaans Kloof durant la Setmana Santa de 1923. Van trobar més exemplars en un altre lloc més elevat, en un altiplà entre South Ridge Peak i Observation Point. El 1926, van trobar una segona població uns 6,5 kilòmetres per sota de Slanghoek Peak, prop de la capçalera del riu Witte.
Stephens la va classificar dins la secció Psychophila Planch., que en aquell temps també incloïa D. arcturi, D. stenopetala i D. uniflora. Va observar que la inflorescència de moltes flors era inusual en aquest grup. El 1970, la botànica sud-africana Anna Amelia Obermeyer va suggerir que D. regia no encaixava en els grups taxonòmics establerts per Ludwig Diels en les monografies d'aquesta família publicades el 1906. Obermayer va destacar les característiques poc habituals que tenia D. regia i que la diferenciava de qualsevol altra mena de dròsera: pol·len operculat, fulls amb vernació circinada, pistils no dividits i rizoma llenyós. El 1994, Rüdiger Seine i Wilhelm Barthlott proposaren classificar D. regia com a única espècie en un subgènere, Drosera subg. Regiae, per "donar un reconeixement adequat a D. regia dins del seu gènere". Aquesta posició taxonòmica va ser confirmada per Jan Schlauer en la seva clau dicotòmica i en revisions taxonòmiques publicades el 1996. A més, el 1996 els investigadors Jindrich Chrtek i Zdenka Slavíková van proposar canvis taxonòmics dins el gènere, situant D. regia en un gènere a part (monotípic), Freatulina. Chrtek i Slavíková van citar moltes diferències morfològiques entre D. regia i tots els altres membres del gènere Drosera, per tal de donar suport a la seva decisió sobre la divisió taxonòmica. Van reafirmar les seves propostes taxonòmiques en un article publicat el 1999 que també incloïa la divisió de les dròseres de zones tuberoses, membres del subgènere Ergaleium (Drosera subg. Ergaleium), a nivell del gènere Sondera ressuscitat per Johann Georg Christian Lehmann. De tota manera, aquestes revisions taxonòmiques no han rebut el suport dels especialistes, i han estat rebutjades o en gran part ignorades per les recents publicacions sobre el gènere Drosera.

### Relacions evolutives
L'anàlisi filogenètica de les característiques morfològiques i de la seqüència genètica de D. regia van aportar proves de la seva posició basal dins del gènere, posició sospitada des de feia molt de temps, i que sovint ha estat considerada com la més primitiva de les espècies de Drosera existents. Són unes característiques úniques, algunes de les quals comparteix amb l'avantpassat comú de totes les Drosera, com és la presència de pol·len operculat. La primera anàlisi cladística es va basar en l'rbcL i dades morfològiques van confirmar aquestes idees, tot suggerint que D. regia formava un clade germà amb totes les altres Drosera conegudes; i Dionaea muscipula formava un clade germà amb totes les Drosera. Anàlisis més recents, de 2002, basades en l'ADN nuclear (ARN ribosomal 18S), ADN de plastidis (rbcL, matK, atpB), i dades morfològiques, van confirmar aquesta relació; aportaren proves de la posició basal de D. regia dins el gènere i la seva propera relació amb Dionaea i Aldrovanda. Noves anàlisis realitzades el 2003 van revelar una relació entre D. regia i D. arcturi; les dues s'agrupen de manera basal respecte totes les altres dròseres, suggerint la relació entre D. regia i totes les altres Drosera mitjançant el seu vincle amb D. arcturi.
El mecanisme de captura de Dionaea i Aldrovanda ha evolucionat a partir d'una trampa matamosques semblant a la de D. regia, i aquestes proves tenen el suport d'anàlisis amb dades filogenètiques moleculars que indiquen que el tipus de trampa atrapamosques de Dionaea i Aldrovanda evolucionà d'un mecanisme similar d'un avantpassat comú de Drosera. Les evidències que relacionen Drosera amb Dionaea es basen en les peculiaritats de D. regia. El model, amb aquest tipus de mecanisme de captura amb moviments de la fulla ràpids i amb l'acció de tentacles, proposa que plantes carnívores amb aquestes trampes instantànies evolucionaren de trampes matamosques i que Drosera va rebre un impuls amb l'increment de les preses. Les grans preses poden escapar fàcilment del mucílag enganxós en el cas de les trampes matamosques i l'evolució cap a una trampa més ràpida evitava en gran manera la fuita i el cleptoparasitisme; és a dir, la pèrdua per robatori de la presa capturada.

## Conreu

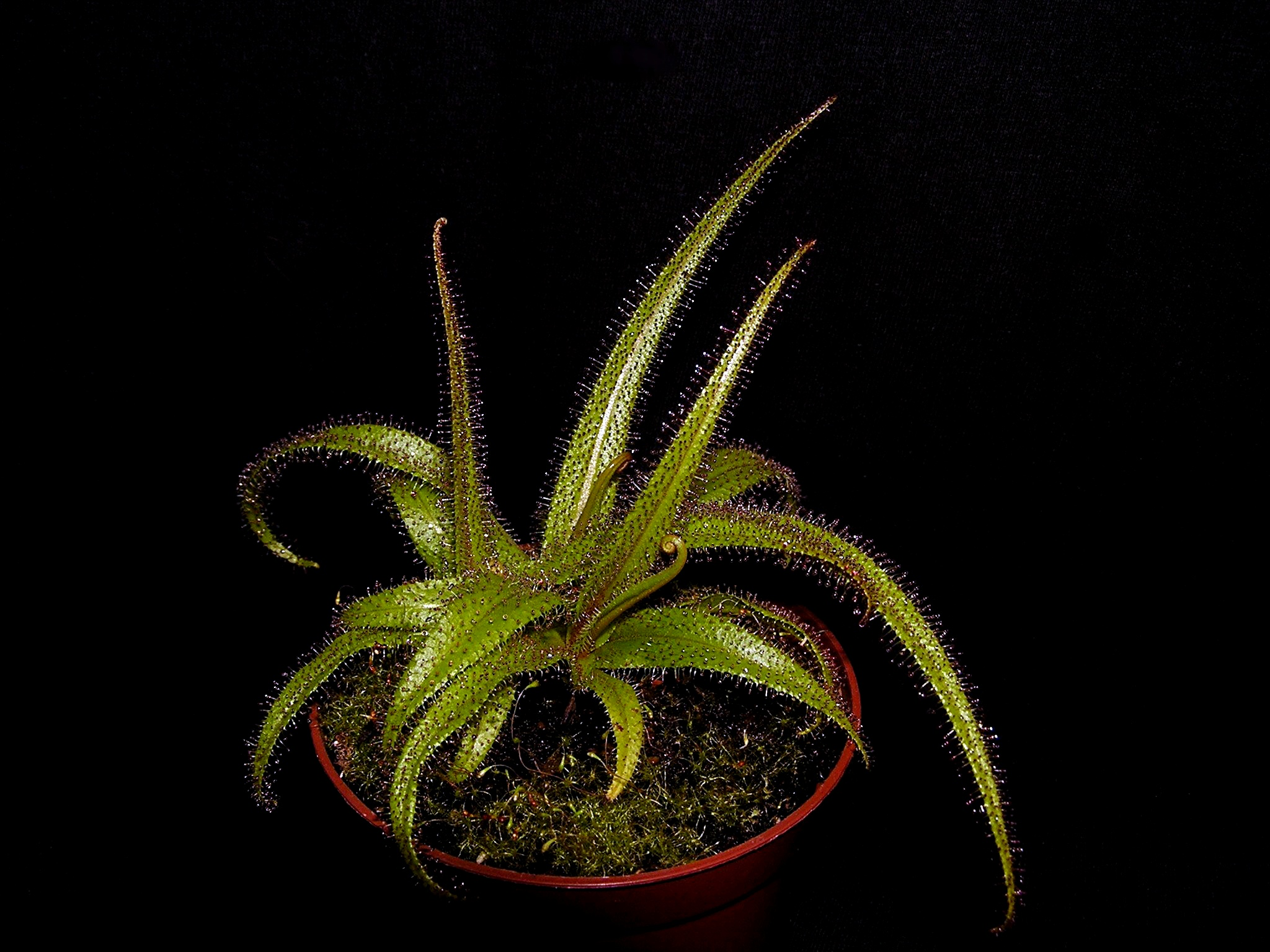
Conreu de D. regia

El primer intent de conrear Drosera regia va ser anterior a la descripció formal de l'espècie realitzada el 1926. Stephens va informar que havia pogut conrear D. regia; per aconseguir-ho va haver de crear unes condicions d'"humitat, amb una atmosfera relativament freda", similar a la de l'ambient nadiu.
Tot i que encara se la considera una espècie difícil de conrear, informes actuals sobre el seu conreu han indicat quines són les condicions sota les quals es pot tenir més èxit. Per a un creixement òptim, sembla que D. regia requereix un bon drenatge del sòl, uns nivells apropiats de llum i prefereix temperatures fredes. S'ha descobert que la combinació de nits fredes i dies càlids indueixen un creixement poderós.
La reproducció asexual s'aconsegueix sovint mitjançant petits talls de l'arrel, solució que és preferible als talls en les seves fulles, que tendeixen a podrir-se abans que l'arrel es formi. La germinació de llavors fresques s'aconsegueix a partir d'entre 10 dies i 3 o 4 setmanes, procés més ràpid que en moltes espècies de dròseres. La germinació és fanerocotilar (els cotilèdons no globulars són exposats sense la coberta de la llavor), amb les primeres fulles vertaderes en disposició alternades.
El 2004, Wiliam Joseph Clemens registrà l'únic cultivar d'aquesta espècie, D. regia 'Big Ease' ('gran facilitat'). Té la fama de ser més robusta que altres clons de l'espècie i també més compacta amb un llargada màxima de les fulles de 23 centímetres. Sota aquestes condicions de cultiu, 'Big Ease' mai ha florit o ha entrat en dormició. Originalment, Clemens va obtenir d'un venedor la seva varietat de D. regia; va ser en una conferència de la Societat Internacional de Plantes Carnívores (International Carnivorous Plant Society), l'any 2000. Després d'investigar, Clemens registrà el nou cultivar en l'edició de 2004 del Carnivorous Plant Newsletter, la revista de la Internacional Carnivorous Plant Society.